# Leptacis wauensis
Leptacis wauensis är en stekelart som beskrevs av Peter Neerup Buhl 2004. Leptacis wauensis ingår i släktet Leptacis och familjen gallmyggesteklar. Inga underarter finns listade i Catalogue of Life.